# 太丘镇
太丘镇是中国河南省永城市下辖的一个镇。

## 行政区划
太丘镇下辖：太丘村、崔楼村、齐各村、刘楼村、后韩庄村、曹庙村、张牌坊村、吴圩村、洪庄村、丘庙村、黄桥村、杜庄村、胡小厂村、丁庄村、万庙村、洪小楼村、洪陆湾村、石庄村、石槽村、许河村。